# بابونه آناتولی
بابونه آناتولی (نام علمی: Anthemis kotschyana) نام یک گونه از سرده بابونه است.